# Longa (Tabuaço)
Longa, por vezes conhecida como Longra, é uma povoação portuguesa sede da Freguesia de Longa do Município de Tabuaço, freguesia com 7,26 km² de área e 209 habitantes (censo de 2021), tendo, por isso, uma densidade populacional de 28,8 hab./km².

## Geografia
Situada no sul do seu município, a Freguesia de Longa faz fronteira com as freguesias de Vale de Figueira a norte, Chavães a nordeste, Arcos a leste e Granja do Tedo a oeste e com o Município de Moimenta da Beira a sul.

## História
Foi sede de concelho até 1836, quando foi integrada no extinto concelho de São Cosmado. Era constituído apenas por uma freguesia e tinha, em 1801, 493 habitantes. Em 24 de Outubro de 1855, com a extinção do concelho de São Cosmado, a freguesia passou para o concelho (atual município) de Tabuaço.

## Demografia
A população registada nos censos foi:
| Distribuição da População por Grupos Etários | Distribuição da População por Grupos Etários | Distribuição da População por Grupos Etários | Distribuição da População por Grupos Etários | Distribuição da População por Grupos Etários |
| -------------------------------------------- | -------------------------------------------- | -------------------------------------------- | -------------------------------------------- | -------------------------------------------- |
| Ano                                          | 0-14 Anos                                    | 15-24 Anos                                   | 25-64 Anos                                   | > 65 Anos                                    |
| 2001                                         | 65                                           | 59                                           | 135                                          | 98                                           |
| 2011                                         | 37                                           | 46                                           | 186                                          | 101                                          |
| 2021                                         | 10                                           | 16                                           | 102                                          | 81                                           |

## Património
- Igreja de Longa
- Capela de São Miguel
- Capela de Santo António
- Capela de Santo Isidoro
- Capela da Senhora da Saúde
- Citânia da Longa